# Harrekutjaure
Harrekutjaure är en sjö i Kiruna kommun i Lappland och ingår i Torneälvens huvudavrinningsområde. Sjön har en area på 1,89 kvadratkilometer och ligger 464,2 meter över havet. Harrekutjaure ligger i Torneträsk-Soppero fjällurskog Natura 2000-område. Sjön avvattnas av vattendraget Sevujoki.

## Delavrinningsområde
Harrekutjaure ingår i det delavrinningsområde (756430-169924) som SMHI kallar för Inloppet i Harrekutjaure. Medelhöjden är 486 meter över havet och ytan är 9,03 kvadratkilometer. Det finns inga avrinningsområden uppströms utan avrinningsområdet är högsta punkten. Sevujoki som avvattnar avrinningsområdet har biflödesordning 3, vilket innebär att vattnet flödar genom totalt 3 vattendrag innan det når havet efter 402 kilometer. Avrinningsområdet består mestadels av skog (69 procent). Avrinningsområdet har 2,38 kvadratkilometer vattenytor vilket ger det en sjöprocent på 26,4 procent.